# Wo die Lerche singt (film 1956)
Wo die Lerche singt è un film del 1956 diretto da Hans Wolff che si basa sull'operetta Dove canta l'allodola di Franz Lehár

## Produzione
Il film fu prodotto dalla Paula Wessely Filmproduktion GmbH.

## Distribuzione
A Vienna, il film fu presentato il 2 novembre 1956.
Nella Germania Ovest, distribuito dall'Union-Film, uscì a Würzburg il 29 novembre 1956, proiettato al Bavaria-Lichtspiele. Negli Stati Uniti, il titolo fu tradotto in Where the Lark Sings.